# Bellevue de l’Inini
Bellevue de l’Inini – szczyt w Gujanie Francuskiej, francuskim terytorium zależnym. Jest to najwyższy szczyt Gujany Francuskiej.